# Irving G. Thalberg Memorial Award
Irving G. Thalberg Memorial Award är ett pris som då och då delas ut på Oscarsgalan till filmskapare vars samlade verk har haft en konstant hög kvalitet. Priset instiftades 1937 till minne av produktionschefen Irving Thalberg på MGM som dog 1936. Pristagarna får motta en byst av Thalberg istället för den typiska Oscar-statyetten.

## Pristagare
| - 1937 (10:e) – Darryl F. Zanuck - 1938* (11:e) – Hal B. Wallis - 1939 (12:e) – David O. Selznick - 1941 (14:e) – Walt Disney - 1942 (15:e) – Sidney Franklin - 1943 (16:e) – Hal B. Wallis - 1944 (17:e) – Darryl F. Zanuck - 1946 (19:e) – Samuel Goldwyn - 1948 (21:a) – Jerry Wald - 1950 (23:e) – Darryl F. Zanuck - 1951 (24:e) – Arthur Freed - 1952 (25:e) – Cecil B. DeMille - 1953 (26:e) – George Stevens | - 1956 (29:e) – Buddy Adler - 1958 (31:a) – Jack L. Warner - 1961 (34:e) – Stanley Kramer - 1963 (36:e) – Sam Spiegel - 1965 (38:e) – William Wyler - 1966 (39:e) – Robert Wise - 1967 (40:e) – Alfred Hitchcock - 1970 (43:e) – Ingmar Bergman - 1973 (46:e) – Lawrence Weingarten - 1975 (48:e) – Mervyn LeRoy - 1976 (49:e) – Pandro S. Berman - 1977 (50:e) – Walter Mirisch - 1979 (52:a) – Ray Stark | - 1981 (54:e) – Albert R. Broccoli - 1986 (59:e) – Steven Spielberg - 1987 (60:e) – Billy Wilder - 1990 (63:e) – David Brown och Richard D. Zanuck - 1991 (64:e) – George Lucas - 1994 (67:e) – Clint Eastwood - 1996 (69:e) – Saul Zaentz - 1998 (71:a) – Norman Jewison - 1999 (72:a) – Warren Beatty - 2000 (73:e) – Dino De Laurentiis - 2009 (82:a) – John Calley - 2010 (83:e) – Francis Ford Coppola |

- * Övriga nominerade på den 11:e Oscarsgalan (det enda året med icke-vinnande nomineringar):
  - Samuel Goldwyn
  - Joe Pasternak
  - David O. Selznick
  - Hunt Stromberg
  - Walter Wanger
  - Darryl F. Zanuck